# Joanna Kuligowska
Joanna Kuligowska (25 de noviembre de 1979) es una jugadora profesional de voleibol polaca, juego de posición receptor. 

## Palmarés

### Clubes
Campeonato de Polonia:
- 2001, 2005
- 1998

Copa de Polonia:
- 2001, 2005

Supercopa de Polonia:
- 2005

### Selección nacional
Campeonato Europeo Femenino Sub-20:
- 2000